# لنفورد ویسلون

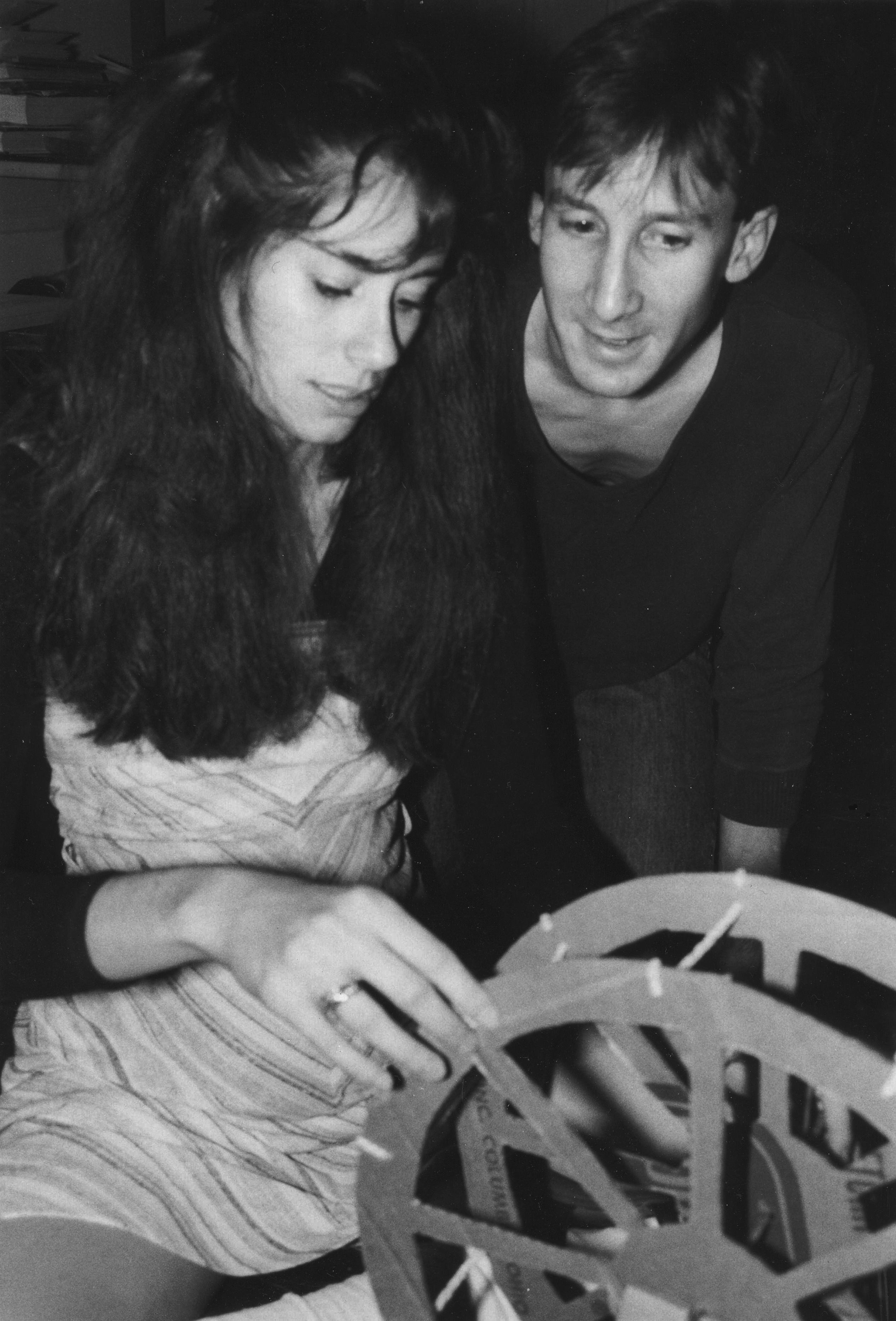
عکسی از نمایشنامه لنفورد ویلسون در خارج از برادوی در سال 1986 در نقش بی خانمان با لی تیلور آلن در نقش جوآنا و کنت بویز در نقش لارنس

لنفورد ویسلون (انگلیسی: Lanford Wilson؛ ۱۳ آوریل ۱۹۳۷ – ۲۴ مارس ۲۰۱۱) یک نمایش‌نامه‌نویس اهل ایالات متحده آمریکا بود.
وی همچنین برنده جوایزی همچون کمک هزینه گوگنهایم شده است.